# Valószínűtlenségi faktor
A számítógép-programozásban a valószínűtlenségi faktor egy antiminta, olyan helyzet, amikor egy hibát csak azért nem javítanak ki, mert (az értékelők szerint) kicsi a valószínűsége, hogy előforduljon. Inkább más, fontosabbnak tartott problémákkal foglalkoznak, gondolván, hogy azokat jobban megéri javítani.
Így amikor Murphy törvénye szerint a hiba mégis bekövetkezik, súlyos következményei lesznek.

## Fordítás
Ez a szócikk részben vagy egészben  az   Improbability factor című angol Wikipédia-szócikk fordításán alapul.  Az eredeti cikk szerkesztőit annak laptörténete sorolja fel. Ez a jelzés csupán a megfogalmazás eredetét és a szerzői jogokat jelzi, nem szolgál a cikkben szereplő információk forrásmegjelöléseként.